# حسي البليح (الحديدة)

تعديل مصدري - تعديل

حسي البليح هي إحدى قرى مديرية زبيد، التابعة لمحافظة الحديدة اليمنية، بلغ تعداد سكانها 1035 نسمة حسب الإحصاء الذي أجري عام 2004.